# Flip Philipp
Flip Philipp (* 1969 in Oberwart als Friedrich Philipp-Pesendorfer) ist ein österreichischer genreübergreifender Schlagwerker (vor allem Vibraphon, Marimbaphon) und Komponist, der sowohl im Bereich der Klassik als auch des Jazz tätig ist.

## Leben und Wirken
Friedrich Philipp erhielt mit fünf Jahren Musikunterricht auf der Blockflöte, bald auch auf Trompete und Euphonium. Mit sieben Jahren entschied er sich aber für das Schlagzeug. 14-jährig erhielt er bereits Schlagwerkunterricht an der Hochschule für Musik und darstellende Kunst in Graz. Dann wechselte er an das Franz Schubert Konservatorium in Wien, wo er sich insbesondere auf Malletinstrumente konzentrierte. Zusätzlich studierte er Improvisation am „Summercollege“ des Berklee College of Music in Perugia. 
Bereits 1987 begann Philipp als Substitut und bald auch als Mitglied verschiedener Wiener Sinfonieorchester und Kammermusikensembles. Bereits 1989 engagierten ihn die Wiener Symphoniker als Ersten Schlagwerker, denen er bis heute angehört. Weiterhin arbeitete er mit dem Mahler Chamber Orchestra, dem Ensemble die reihe, dem Klangforum Wien, dem Ensemble XX. Jahrhundert zusammen. Daneben gehört er zu Siegfried Kübelböcks Vienna Symphony Jazz Project.
Als Komponist und Arrangeur schrieb Philipp bald für eigene Projekte. 1999 verfasste er für die Volksoper Wien das Ballett Caravaggio mit den DJs Patrick Pulsinger & Erdem Tunakan. Seine Komposition „Dissonata Concordata“ führte er 2004 mit Ferhan & Ferzan Önder in der Oper in Kairo auf. 2007 führte er ein eigenes „Concerto for Marimba & Strings“ im Topkapı-Palast in Istanbul auf. Daneben arbeitete Philipp mit der Jazzwerkstatt Wien. Von 2008 bis 2010 gehörte er zum Vienna Art Orchestra.
Zu seinen eigenen Projekten zählen unter anderem das Hammond Organ Vibes Quartet, ein Duo mit Oliver Kent, das Lana Cenčić & String Septet, ein Oktett bzw. Dectett, das er mit Ed Partyka leitete, die Flip Philipp / Klemens Marktl Constellation, sowie seine Vibraphon-Solo-Projekte. Für Michael Mantlers Marimbavibe spielte er 2006 die Welturaufführung in Österreich. Weiterhin trat er auch mit Kruder & Dorfmeister, Charles Aznavour, Natalie Cole, Joe Zawinul, Alegre Corrêa, Lalo Schifrin, Heiner Goebbels, Diana Ross, Plácido Domingo oder John Law auf.
Er unterrichtet auf der JAM MUSIC LAB – Privatuniversität für Jazz und Popularmusik Wien.

## Diskographische Hinweise
- Muse (2morro Music 2000)
- Flip Philipp & Ed Partyka Dectet: Opium (FF Records 2006)
- Flip Philipp & Ed Partyka Dectet: Hair of the Dog (ATS Records 2009)
- Flip Philipp/Klemens Marktl Constellation: Open Sea (ATS Records 2010)
- Vienna Symphony Jazz Project: Pictures at an Exhibition (ATS Records 2011)
- Duffin’ (ATS Records; 2012)